# Olastorpa gyl
Olastorpa gyl är en sjö i Östra Göinge kommun i Skåne och ingår i Helge ås huvudavrinningsområde.